# Johan Barthold Jongkind
Johan Barthold Jongkind (Lattrop, 3 giugno 1819 – La Côte-Saint-André, 9 febbraio 1891) è stato un pittore olandese.

## Biografia

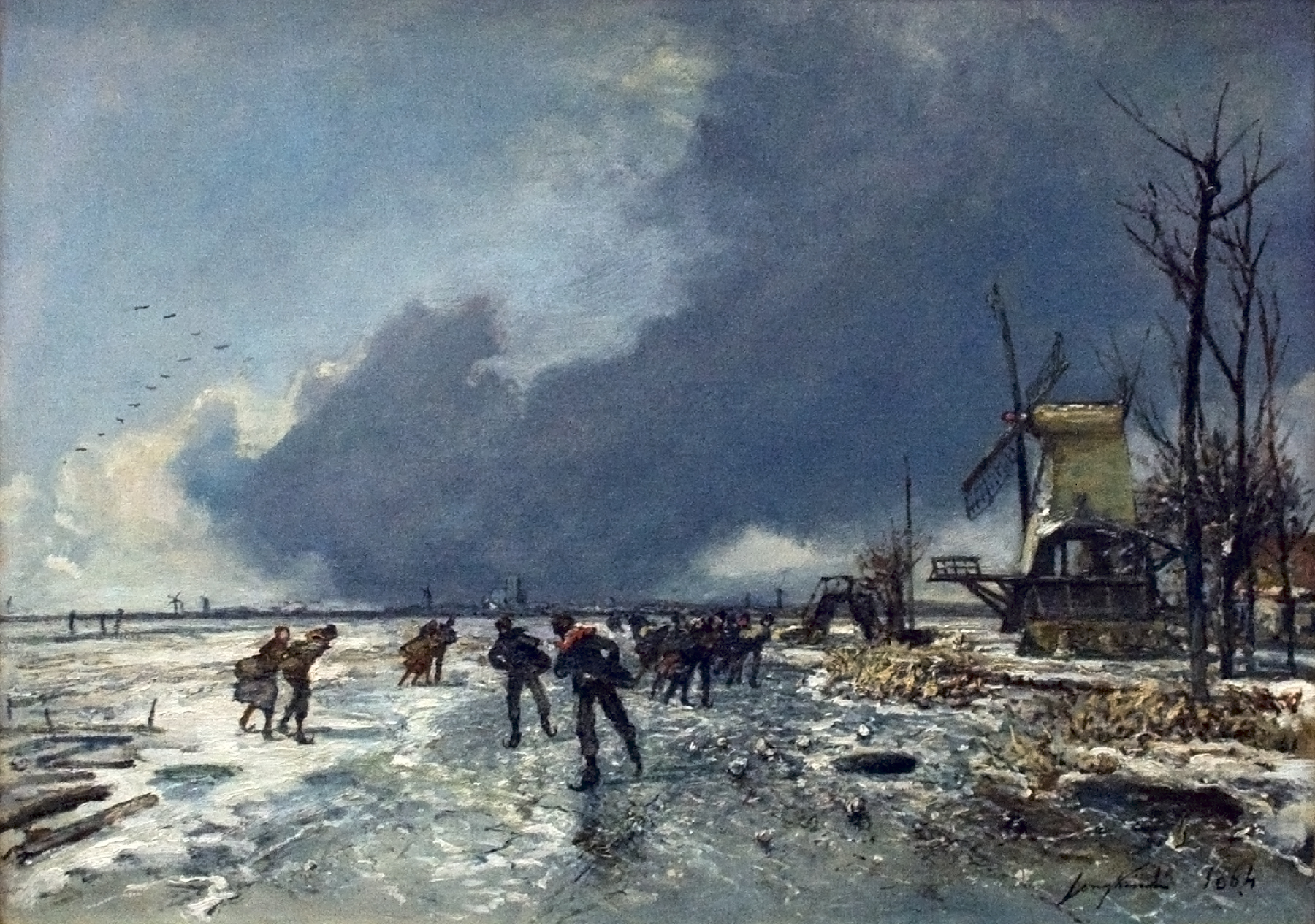
Johan Barthold Jongkind, Paesaggio invernale con pattinatori

Johan Barthold Jongkind nacque a Lattrop, un villaggio olandese nel comune di Dinkelland, vicino al confine con la Germania. Ottavo di dieci figli, i suoi genitori furono Gerrit Adrianus Jongkind, un notabile funzionario delle tasse di Vlaardingen, e Wilhelmina van der Burght. La sua arte fu influenzata della tradizione paesaggistica fiamminga, in particolare l'opera di Rembrandt è stata una presenza costante in tutte le sue opere.
Nel 1843 si trasferì in Francia e frequentò l'atelier di Eugène Isabey, dove fu attratto dalla tecnica dell'acquerello. Nel 1848 i suoi dipinti furono accettati al Salon e nel 1852 ottenne il suo primo riconoscimento. I primi anni parigini di Jongkind furono tormentati da difficoltà economiche: i suoi quadri non trovavano acquirenti ed ebbe anche problemi di natura psicologica che lo portarono per un breve periodo all'alcolismo e, nell'ultima fase della sua vita, nel manicomio di Grenoble.
La sua arte non risentì di queste traversie interiori, anzi proprio in quegli anni egli acquistò una sicurezza stilistica che gli permise di realizzare, senza difficoltà, scorci arditi e complessi. Nel 1863 partecipò al Salon des Refusés; nello stesso anno si recò con Isabey a Honfleur, attratto dai paesaggi costieri della Francia settentrionale. La natura selvaggia della Normandia lo affascinò a tal punto che vi ritornò altre volte, fino al 1865.
Fu in questi anni che frequentò Claude Monet, Edouard Manet ed Eugène Boudin - con i quali ebbe lunghe discussioni d'arte che influenzeranno le loro successive esperienze artistiche - e Charles Baudelaire, che ammirò la poesia delle sue vedute. I dipinti di questo periodo sono caratterizzati da freschezza e da vivacità: Johan Barthold Jongkind, attento osservatore della natura, usa pennellate vigorose e precise, per rendere con straordinaria abilità la luminosità delle onde del mare e delle nuvole nel cielo.
Negli anni seguenti compì lunghi viaggi in Francia e in Belgio; a partire dal 1880 fissò il suo atelier ad Isère, sul lago di Ginevra. Si recava frequentemente a Parigi, ma rimase quasi del tutto isolato e non partecipò a nessuna delle otto mostre degli impressionisti, preferendo la calma dei villaggi, sulle rive del lago di Ginevra. Continuò ad eseguire paesaggi e vedute di Parigi - stilisticamente vicino a Jean-Baptiste Camille Corot e a Jan Vermeer - e numerosi acquerelli; solo negli ultimi anni riuscì ad avere un discreto successo economico e un buon numero di affezionati collezionisti.
Non si lasciò coinvolgere dalla moda della pittura en plein air e rielaborava in studio i bozzetti preparatori schizzati dal vivo; tuttavia molte sue opere possiedono un senso innato del colore e della luce, in grado di trasmettere freschezza e spontaneità. Questi elementi saranno poi rielaborati, in una sintesi innovativa, da tutti gli impressionisti e da Monet in particolare. Jongkind morì a La Côte-Saint-André, nei pressi di Grenoble.
Mentre fu in vita Jongkind non ricevette molti riconoscimenti, forse perché preferì vivere e dipingere appartato. Dopo la sua morte invece - parallelamente alla riscoperta critica degli impressionisti - il suo ruolo venne rivalutato e apprezzato. Camille Pissarro dichiaròː Il paesaggio senza Jongkind avrebbe avuto un aspetto del tutto differente. Anche Manet lo ammirò, considerandolo il padre della scuola dei paesaggisti. Il più direttamente influenzato dalla sua personalità fu Monet: La sua pittura era moderna; egli è stato il mio vero maestro e a lui io devo l'educazione finale del mio occhio artistico.
Il suo dipinto Dinanzi al giudice (olio su tavoletta, 16,5x20,5) è arrivato nella collezione della Galleria di belle arti di Napoli, grazie alla donazione Palizzi, del 1898.